# Bascanichthys cylindricus
Bascanichthys cylindricus е вид змиорка от семейство Ophichthidae. Видът не е застрашен от изчезване.

## Разпространение и местообитание
Разпространен е в Коста Рика и Панама.
Среща се на дълбочина от 1 до 4 m.

## Описание
На дължина достигат до 88 cm.